# Pavlovci (Brestovac)
Pavlovci su naselje u Republici Hrvatskoj u Požeško-slavonskoj županiji, u sastavu općine Brestovac.

## O Pavlovcima
Nalazi se na cesti Požega-Pakrac. Kroz Pavlovce protiče rijeka Orljava. U Pavlovcima se nalazi Područna Škola Dragutina Lermana. Nju pohađaju djeca iz nekoliko susjednih naselja. Pavlovci imaju i svoj nogometni klub "Mladost" koji okuplja mlade iz općine pa i šire. U Pavlovcima je i katolička crkva Sv.Petra i Pavla zaštitnika ovoga mjesta.

## Stanovništvo
Prema popisu stanovništva iz 2011. godine Pavlovci su imali 190 stanovnika, dok su prema popis stanovništva iz 2001. godine imali 207 stanovnika.
| broj stanovnika | 161   | 152   | 151   | 196   | 210   | 196   | 204   | 227   | 249   | 224   | 229   | 208   | 166   | 172   | 207   | 190   | 136   |
|                 | 1857. | 1869. | 1880. | 1890. | 1900. | 1910. | 1921. | 1931. | 1948. | 1953. | 1961. | 1971. | 1981. | 1991. | 2001. | 2011. | 2021. |